# Geneteka
Geneteka (Genealogiczna Kartoteka) – ogólnopolska baza indeksów ksiąg metrykalnych w projekcie realizowanym przez Polskie Towarzystwo Genealogiczne (PTG) i publikowanym na jego stronie internetowej. Zasoby są opracowywane przez wolontariuszy.

## Historia
Baza została stworzona w 2006 przez Jacka Młochowskiego, zainspirowanego Ogólnopolskim Indeksem Małżeństw do r. 1899 utworzonym przez Marka Minakowskiego. Geneteka miała, w odróżnieniu od tamtego projektu, obejmować również urodzenia i zgony. Gdy Jacek Młochowski został prezesem PTG, Geneteka stała się projektem tej organizacji. Pierwsze opublikowane w niej indeksy pochodziły z akt parafii Białobrzegi. Z serwisem powiązany jest projekt metryki.genealodzy.pl, powstały w porozumieniu z Naczelną Dyrekcją Archiwów Państwowych, zakładający fotografowanie zasobów, archiwów diecezjalnych i parafialnych. 

## Cel projektu
Celem projektu jest budowa ogólnodostępnej w internecie bazy danych, zawierającej nazwiska i imiona osób występujących w kościelnych księgach metrykalnych poszczególnych parafii. Intencją twórców Geneteki jest ułatwienie poszukiwań genealogicznych poprzez wskazanie parafii, roku i innych informacji związanych z wyszukiwanym nazwiskiem.